# Isolde Holderied

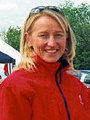
Isolde Holderied

Isolde Holderied (* 7. November 1966 in Oberammergau) ist eine deutsche Rallye-Fahrerin.

## Karriere
Isolde Holderied begann 1986 mit dem Rallyesport, wobei sie ihre ersten Einsätze auf Opel-Fahrzeugen absolvierte. Ab 1991 wechselte sie auf Einsatzfahrzeuge von Mitsubishi und ab 1996 war sie für Toyota unterwegs.
In den 1990er-Jahren gewann sie zwischen 1992 und 1999 sechsmal die Damenwertung der Rallye Monte Carlo, davon viermal in Folge zwischen 1992 und 1995. In den Jahren 1992, 1993, 1996 und 1997 gewann sie viermal die Damenwertung der Europameisterschaft und zweimal (1994 und 1995) die der Rallye-Weltmeisterschaft.  1992 wurde sie zudem Europameisterin des FIA-Cups der Gruppe N und 1994 Vize-Weltmeisterin im FIA-Cup Gruppe N (1994).
Holderied beendete ihre aktive Rallye-Karriere 2001 im Rahmen der Deutschland-Rallye. Sie ist weiterhin als Markenbotschafterin für Toyota aktiv.

## Statistik

### Karrierestationen
- 1994: Rallye-WM (Platz 36), Damenweltmeisterin und Vize-Weltmeister der N-Klasse  Mitsubishi
- 1995: Rallye-WM (Platz 32), Damenweltmeisterin Mitsubishi
- 1998: Rallye-WM, Toyota Castrol Team
- 1999: Rallye-WM, Toyota Castrol Team

## Auszeichnungen
- ADAC Motorsportler des Jahres 1995